# Victoria Warmerdam
Victoria Warmerdam (Haarlem, 1991) is een Nederlands filmregisseur en scenarioschrijver.
Warmerdam studeerde aan de Hogeschool voor de Kunsten Utrecht. In 2014 studeerde ze af als regisseur en scenarist. Ze maakt tragikomische films, met de strijd voor gelijkheid als onderliggend thema. Ze won met haar films diverse prijzen.
Haar afstudeerfilm Gelukkig ben ik Gelukkig (2014) was te zien op verschillende festivals, waaronder het Nederlands Filmfestival in Utrecht. De film won op het Eindhovens Film Festival de prijs voor beste scenario. Haar korte fictiefilm Ik ben geen robot (2023), met in de hoofdrollen Ellen Parren en Henry van Loon, won in 2025 een Oscar.

## Filmografie
| Jaar | Titel                    | Notitie       |
| ---- | ------------------------ | ------------- |
| 2014 | Gelukkig ben ik gelukkig | afstudeerfilm |
| 2019 | Korte kuitspier          | korte film    |
| 2020 | Snorrie                  | korte film    |
| 2023 | Ik ben geen robot        | korte film    |